# Emil Swoboda

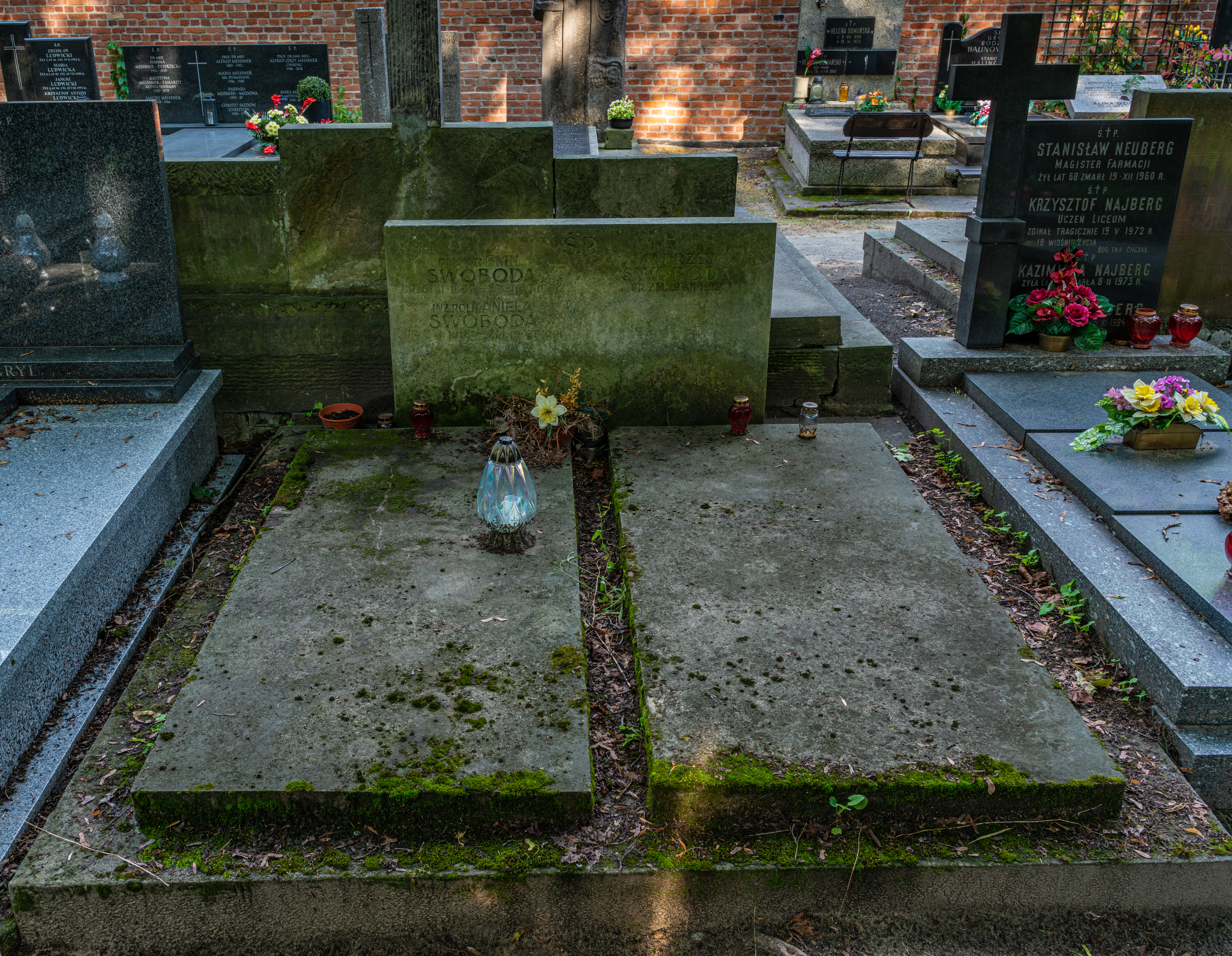
Grób Emila Swobody na cmentarzu Powązkowskim

Emil Marian Piotr Swoboda (ur. 6 listopada 1887, zm. 11 czerwca 1964) – podpułkownik intendent z wyższymi studiami wojskowymi Wojska Polskiego.

## Życiorys
Urodził się 6 listopada 1887. Został oficerem c. k. Obrony Krajowej. Na stopień podporucznika został mianowany ze starszeństwem z 1 listopada 1910. W latach 1912–1913 wziął udział w mobilizacji sił zbrojnych Monarchii Austro-Węgierskiej, wprowadzonej w związku z wojną na Bałkanach. W 1913 odbywał praktykę w służbie kontroli rachunkowej, pozostając oficeerem nadetatowym 18 pułku piechoty Obrony Krajowej. W listopadzie tego roku został mianowany akcesistą rachunkowym Obrony Krajowej w Intendenturze Komendy Obrony Krajowej w Przemyślu. W 1918 pełnił służbę w Intendenturze Komendy Wojskowej w Przemyślu.
Po odzyskaniu przez Polskę niepodległości Dekretem Wodza Naczelnego Józefa Piłsudskiego z 4 stycznia 1919 został przyjęty do Wojska Polskiego jako oficer byłej armii austro-węgierskiej z zatwierdzeniem stopnia porucznika. W 1920 w stopniu kapitana był zastępcą szefa Intendentury Polowej. 9 listopada 1920 został zatwierdzony z dniem 1 kwietnia 1920 w stopniu majora intendenta, w grupie oficerów byłej armii austriacko-węgierskiej. W tym czasie nadal pełnił służbę w Szefostwie Intendentury Polowej ND WP.
3 maja 1922 został zweryfikowany w majora intendenta ze starszeństwem z dniem 1 czerwca 1919, a dwa lata później mianowany podpułkownikiem intendentem ze starszeństwem z dniem 15 sierpnia 1924. W 1923, 1924 był kierownikiem Kierownictwa Rejonu Intendentury w Częstochowie. W 1928 był szefem 9 Okręgowego Szefostwa Intendentury. Od kwietnia 1929 do grudnia 1932 był szefem Szefostwa Intendentury w Dowództwie Okręgu Korpusu Nr IV w Łodzi. W kwietniu 1933 ogłoszono jego przeniesienie do Kierownictwa Centrali Zaopatrzenia Intendentury na stanowisko kierownika Centrali Odbiorczej. W marcu 1934 został zwolniony z zajmowanego stanowiska i oddany do dyspozycji dowódcy Okręgu Korpusu Nr I, a z dniem 30 czerwca 1934 tego roku przeniesiony w stan spoczynku.
13 grudnia 1938 został wybrany wiceprezesem zarządu Świętojańskiej Polskiej Chrześcijańskiej Kasy Bezprocentowej „Parjan” w Warszawie, zatwierdzonej 15 października 1937.
Zmarł 11 czerwca 1964. Został pochowany w grobowcu rodzinnym na cmentarzu Powązkowskim w Warszawie (kwatera 196-2-8/9).

## Ordery i odznaczenia
- Złoty Krzyż Zasługi na wstążce Medalu Waleczności[4]
- Krzyż Jubileuszowy Wojskowy[4]
- Krzyż Pamiątkowy Mobilizacji 1912–1913[4]